# تائوش (شهرستان اوفیمسکی، باشقیرستان)
تائوش (انگلیسی: Taush, Ufimsky District, Republic of Bashkortostan) یک شهرک در شهرستان اوفیمسکی استان باشقیرستان کشور روسیه است.